# Kerstin Jüttemann
Kerstin Jüttemann (* 18. Mai 1961 in Kirchen/Sieg; † 10. November 2023) war eine deutsche Juristin. Sie war seit dem 2. März 2020 Präsidentin des Thüringer Landessozialgerichts. Mit ihr stand zum ersten Mal eine Frau an der Spitze dieses Gerichts.

## Leben und Wirken
Jüttemann nahm 1993 ihre richterliche Tätigkeit im Freistaat Thüringen auf und war zunächst der Kammer für Sozialrecht beim Kreisgericht Gera zugewiesen. Dieses wurde am 16. August 1993 aufgelöst und das Amtsgericht Gera wieder geschaffen.
Anschließend war sie beim Sozialgericht Altenburg tätig. 1997 erfolgte die Abordnung an das Thüringer Landessozialgericht. Im Juli 2007 wurde sie dort zur Vorsitzenden Richterin am Landessozialgericht ernannt.
Am 2. März 2020 wurde die Juristin als erste Frau zur Präsidentin des Thüringer Landessozialgerichts ernannt. Kerstin Jüttemann war nach der Präsidentin des Thüringer Landesarbeitsgerichts Susanne Engel die zweite Frau, die als Präsidentin an der Spitze eines obersten Gerichts im Freistaat Thüringen stand.
Im August 2020 äußerte die Juristin, dass die Thüringer Sozialgerichte sich im Zuge der Corona-Pandemie auf mehr Verfahren zur Rückforderung von Sozialleistungen einstellten. Um etwa zügig Kurzarbeitergeld oder Grundsicherung zahlen zu können, seien in der Krise die bürokratischen Hürden gesenkt worden; zum Beispiel sei bei neuen Hartz IV-Empfängern vorübergehend die Vermögensprüfung ausgesetzt worden. Zu diesen vereinfacht gewährten Leistungen werde es Prüfungen und Rückforderungen geben, die dann die Gerichte beschäftigen würden.
Kerstin Jüttemann starb am 10. November 2023.